# Fotogrammi d'argento 2021
La 71ª edizione dei Fotogrammi d'argento, assegnati dalla rivista spagnola di cinema Fotogramas, si è svolta il 15 novembre 2021.
La cerimonia è stata presentata da Paula Usero García.

## Premi e candidature

### Miglior film spagnolo
- Las niñas, regia di Pilar Palomero

### Miglior film straniero
- Mank, regia di David Fincher

### Fotogrammi d'onore
- Concha Velasco[5]

### Miglior attrice cinematografica
- Blanca Suárez - El verano que vivimos
- Patricia López Arnaiz - Ane
- Candela Peña - La boda de Rosa

### Miglior attore cinematografico
- Mario Casas - Non uccidere (No matarás)
- Javier Cámara - Sentimental
- David Verdaguer - Uno para todos

### Miglior attrice televisiva
- Vicky Luengo - Antidisturbios
- Maggie Civantos - Vis a Vis: El Oasis
- Itziar Ituño - La casa di carta (La casa de papel)

### Miglior attore televisivo
- Eduard Fernández - 30 monedas
- Álex García - Antidisturbios
- Arón Piper - Élite

### Miglior attrice teatrale
- Nathalie Poza - Prostitución
- Irene Arcos - Traición
- Aitana Sánchez-Gijón - Juana

### Miglior attore teatrale
- Daniel Grao - La máquina de Turing
- Asier Etxeandía - La Transfiguración del Mastodonte
- Jaime Lorente - Matar cansa

### Miglior serie TV spagnola secondo i lettori
- Veneno
- Antidisturbios
- Patria

### Miglior film spagnolo secondo i lettori
- Padre no hay más que uno 2: La llegada de la suegra, regia di Santiago Segura
- La boda de Rosa, regia di Icíar Bollaín
- Las niñas, regia di Pilar Palomero